# Lake Centre (ancienne circonscription fédérale)
Lake Centre fut une circonscription électorale fédérale de la Saskatchewan, représentée de 1935 à 1953.
La circonscription de Lake Centre a été créée en 1933 avec des parties de Last Mountain, Lac-Long et de Regina. Abolie en 1952, elle fut redistribuée parmi Melville, Moose Jaw—Lake Centre, Rosetown—Biggar et Yorkton.

## Députés
1. 1935-1940 — John Frederick Johnston, PLC
2. 1940-1953 — John George Diefenbaker, PC

- PC = Parti progressiste-conservateur
- PLC = Parti libéral du Canada